# Municipio de Sojumi
El municipio de Sojumi (en georgiano: სოხუმის მუნიციპალიტეტი; en abjasio: Аҟәа амуниципалитет) es un municipio de la República Autónoma de Abjasia de Georgia, aunque de facto se corresponde con el distrito de Sujumi de la parcialmente reconocida República de Abjasia. El área total del municipio es 15.232 kilómetros cuadrados y su centro administrativo es Sojumi. La población era 11.531, sin contar a Sujumi, según el censo de 2011.

## Geografía
El municipio de Sojumi está ubicado en el oeste de Georgia y limita al noroeste con el municipio de Gudauta y al sureste con el de Gulripshi.
El territorio del municipio de Sojumi se eleva desde la llanura costera pasa hacia colinas bajas al norte, luego hay crestas de 700-800 metros de altura. El municipio está coronado por la cresta de la cordillera principal del Cáucaso de Abjasia, cuya altura media supera los 3000 metros. 

## Historia
Antes del establecimiento de la URSS, el territorio del actual municipio de Sojumi estaba económicamente atrasado. La mayor parte de la población cultivaba maíz y tabaco, sólo el tabaco tenía cierto carácter comercial. 
Se formó el 5 de mayo de 1940 sobre la base del distrito de Sujumi, que en tiempos del Imperio ruso fue el uyezd de Sujumi de la gobernación de Kutaisi. El 19 de febrero de 1943, 13 consejos de aldea del distrito de Sujumi fueron transferidos al nuevo distrito de Gulripshi. El 10 de abril de 1959, el distrito de Gulripsh se agregó al distrito de Sujumi. En 2006 se convirtió en municipio. 

## Política
Después de la guerra de Abjasia de 1992-1993, el gobierno de Georgia no controla el municipio de Sojumi. Las autoridades de la autoproclamada república de Abjasia son quienes lo administran mediante el distrito de Sujumi.

## División administrativa
El municipio consta de los pueblos Besleti, Dziguta, Eshera, Guma, Gumista, Odishi, Psju, Tavisupleba, Zemo Eshera, pero sin embargo no incluye a Sojumi.

## Demografía
El municipio de Sojumi ha tenido una disminución de población desde 1989, teniendo hoy sobre el 28% de los habitantes de entonces.
| Población del municipio de Sojumi                                      | Población del municipio de Sojumi | Población del municipio de Sojumi | Población del municipio de Sojumi | Población del municipio de Sojumi | Población del municipio de Sojumi | Población del municipio de Sojumi | Población del municipio de Sojumi | Población del municipio de Sojumi | Población del municipio de Sojumi | Población del municipio de Sojumi | Población del municipio de Sojumi |
|                                                                        | 1897                              | 1922                              | 1926                              | 1939                              | 1959                              | 1970                              | 1979                              | 1989                              | 2003                              | 2011                              | 2020                              |
| ---------------------------------------------------------------------- | --------------------------------- | --------------------------------- | --------------------------------- | --------------------------------- | --------------------------------- | --------------------------------- | --------------------------------- | --------------------------------- | --------------------------------- | --------------------------------- | --------------------------------- |
| Municipio de Sojumi                                                    | 106 179                           | -                                 | 33 961                            | 33 626                            | 19 621                            | 36 552                            | 38 306                            | 39 516                            | 11 747                            | 11 531                            | 11 460                            |
| Datos: Estadística de población de Georgia desde 1897 hasta hoy. Nota: |                                   |                                   |                                   |                                   |                                   |                                   |                                   |                                   |                                   |                                   |                                   |

Tras la guerra en Abjasia se produjo un cambio drástico en la composición poblacional. Georgianos y armenios eran los grupos mayoritarios antes de la guerra y tras ella, pasaron a ser dominantes los armenios y abjasios. Los georgianos pasaron de suponer el 44% de la población a un mínimo 2,1%; este fenómeno se denomina en muchas ocasiones como la limpieza étnica de georgianos en Abjasia. También tenía una importante minoría griega póntica, que se ha visto disminuida drásticamente del 9,2% al 1,3%.
|              | 1979      | 1979       | 2011      | 2011       |
| Grupo étnico | Población | Porcentaje | Población | Porcentaje |
| ------------ | --------- | ---------- | --------- | ---------- |
| Georgianos   | 16 855    | 44%        | 235       | 2,1%       |
| Abjasios     | 1748      | 4,6%       | 3505      | 30,4%      |
| Rusos        | 3356      | 8,8%       | 864       | 7,5%       |
| Ucranianos   | 491       | 1,3%       | 58        | 0,5%       |
| Armenios     | 11 290    | 29,5%      | 6467      | 56,1%      |
| Griegos      | 3522      | 9,2%       | 147       | 1,3%       |
| Total        | 65 889    | 100%       | 11 531    | 100%       |

Actualmente los abjasios son mayoría en Besleti, Eshera y Odishi; mientras que los armenios son mayoría en el resto de pueblos. Psju es el único pueblo en toda Abjasia con mayoría de población rusa.

## Economía
En los primeros años del establecimiento del régimen soviético, la agricultura subtropical se desarrolló ampliamente, se sentaron las bases del cultivo de cítricos y té y la industria se desarrolló significativamente. Durante el período comunista, el municipio de Sojumi fue una de las regiones industriales y agrícolas avanzadas de la RASS de Abjasia. Después de la guerra de Abjasia, la economía del municipio de Sojumi, así como de toda la república autónoma, está destruida y atrasada.

## Infraestructura

### Arquitectura y monumentos
El municipio de Sojumi tiene elementos arquitectónicos como el puente de Besleti en Besleti o el castillo de Bagrat en las cercanías de Sojumi, que datan de la Edad Media.

### Transporte
El territorio del municipio está atravesado por la carretera ferroviaria Transcaucásica y la carretera del Mar Negro de importancia internacional. La longitud de las carreteras locales es de 115 km.

## Galería

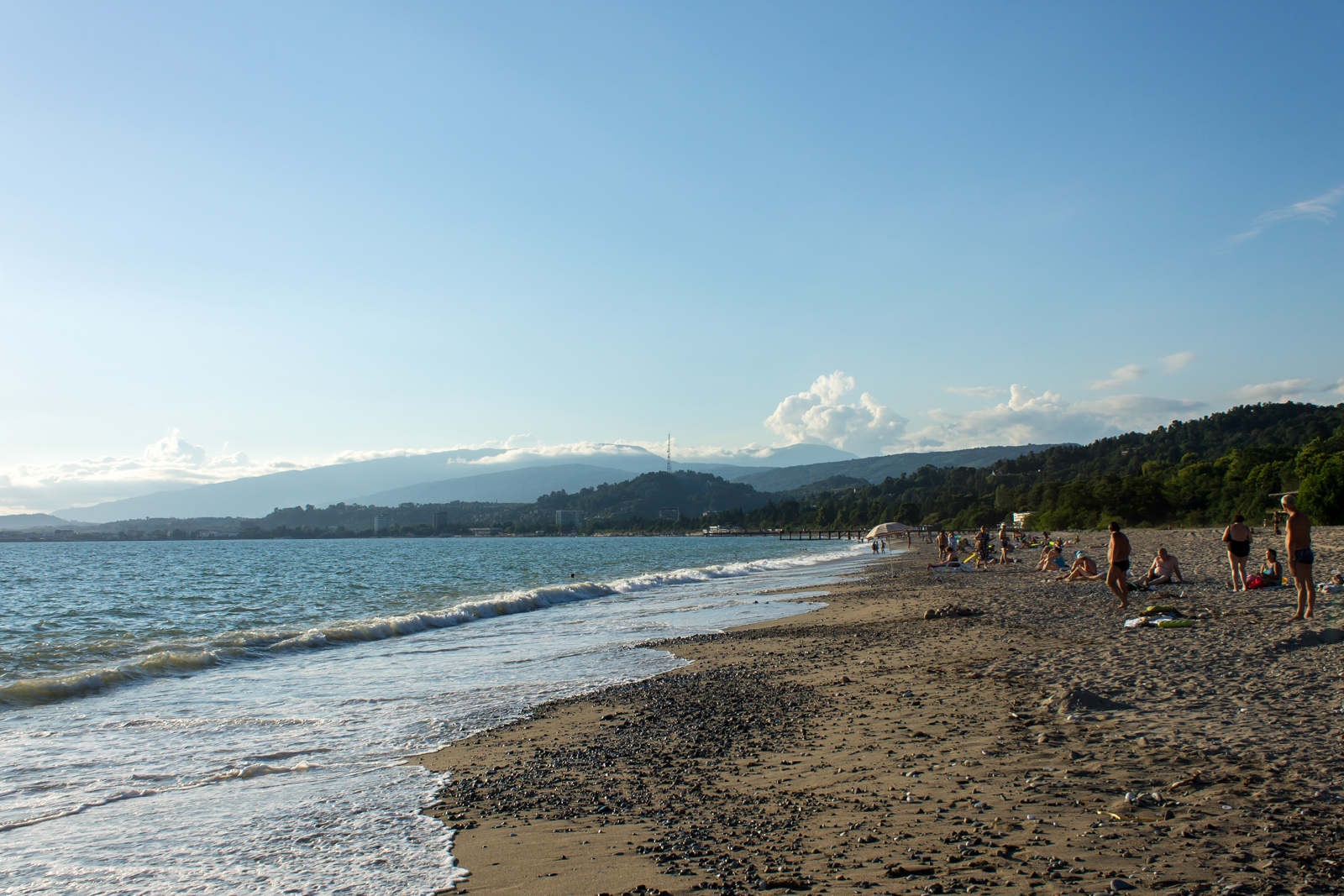
Playa de Sinop
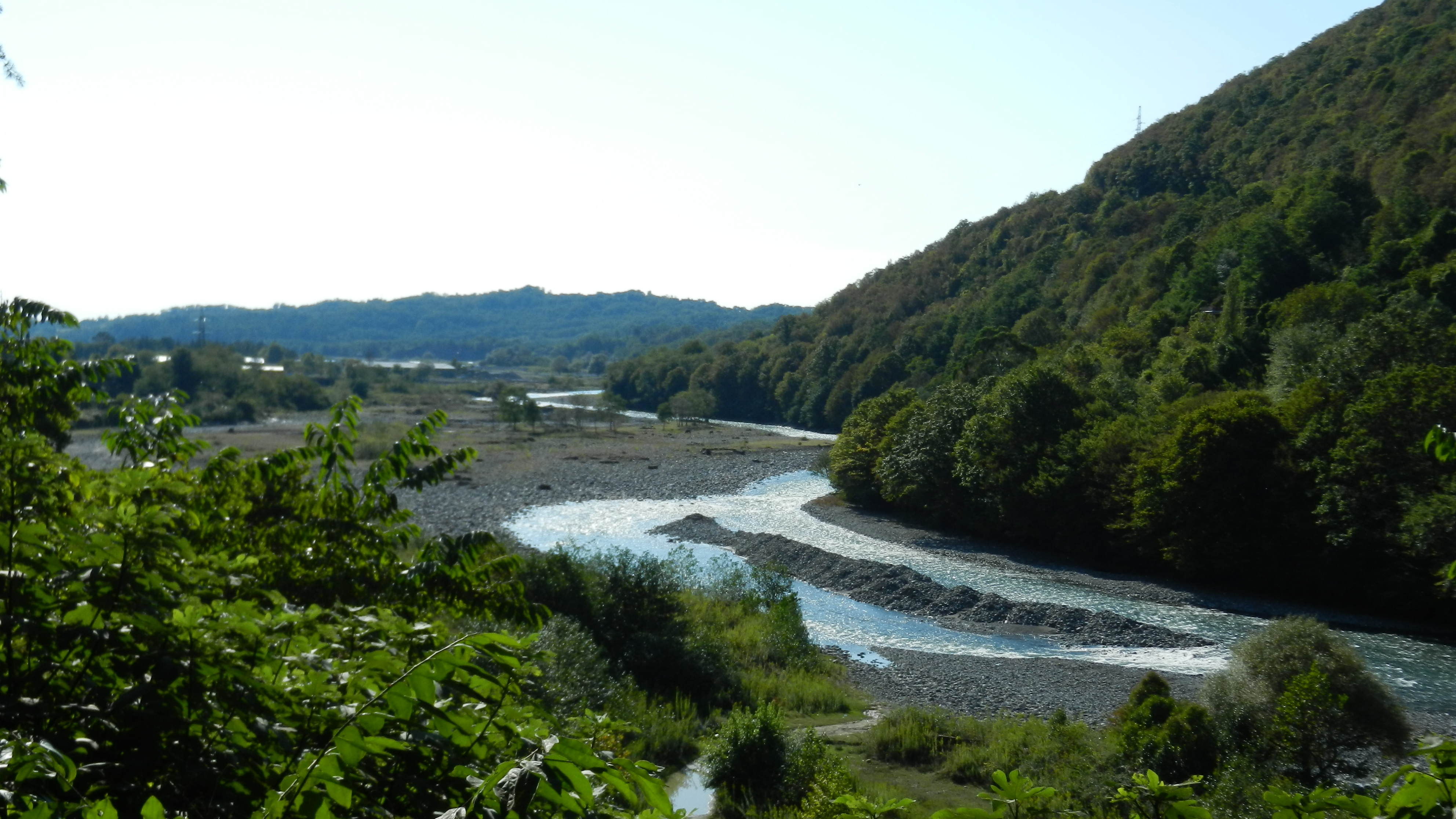
Río Gumista
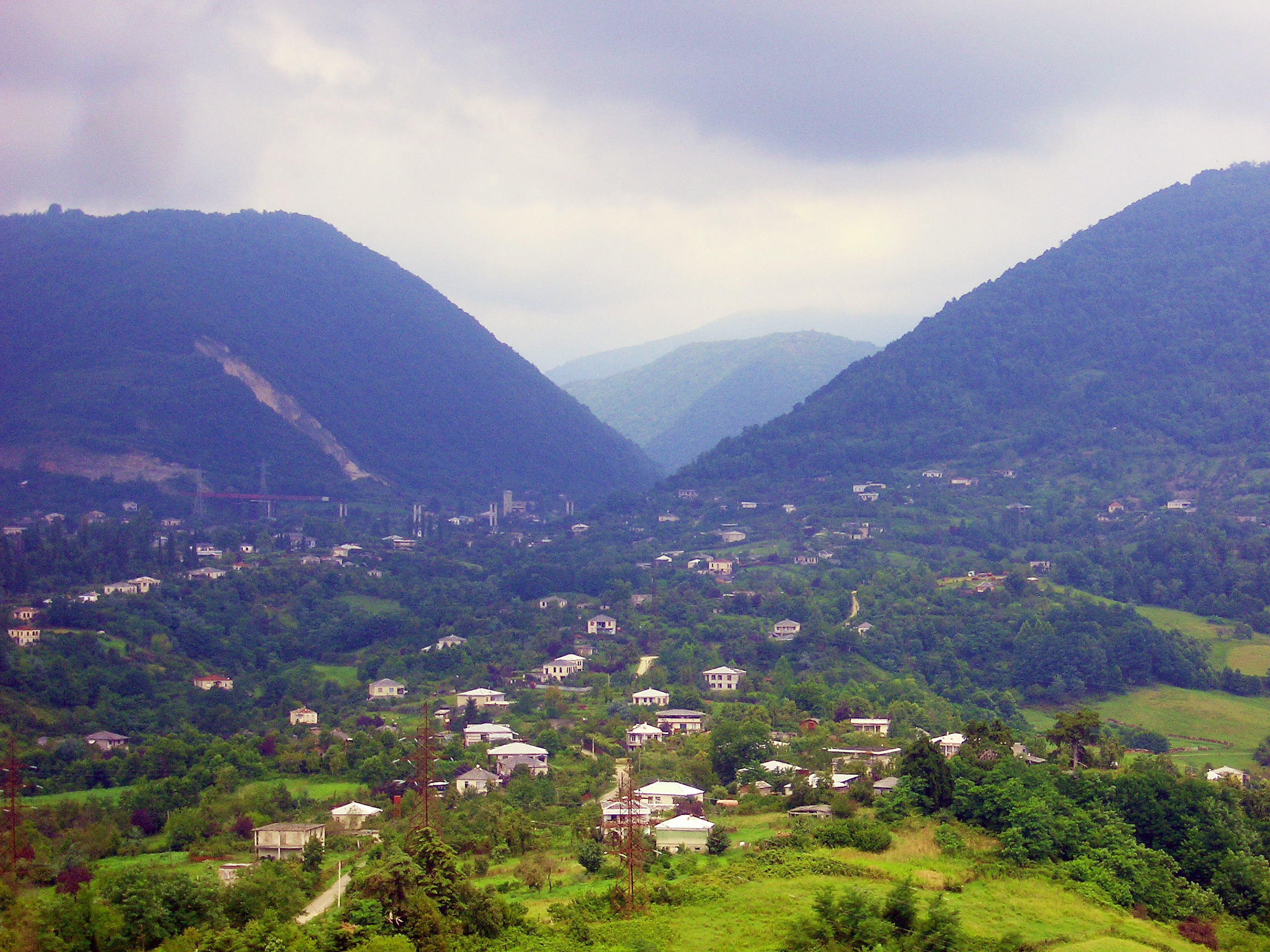
Aldea de Kamani
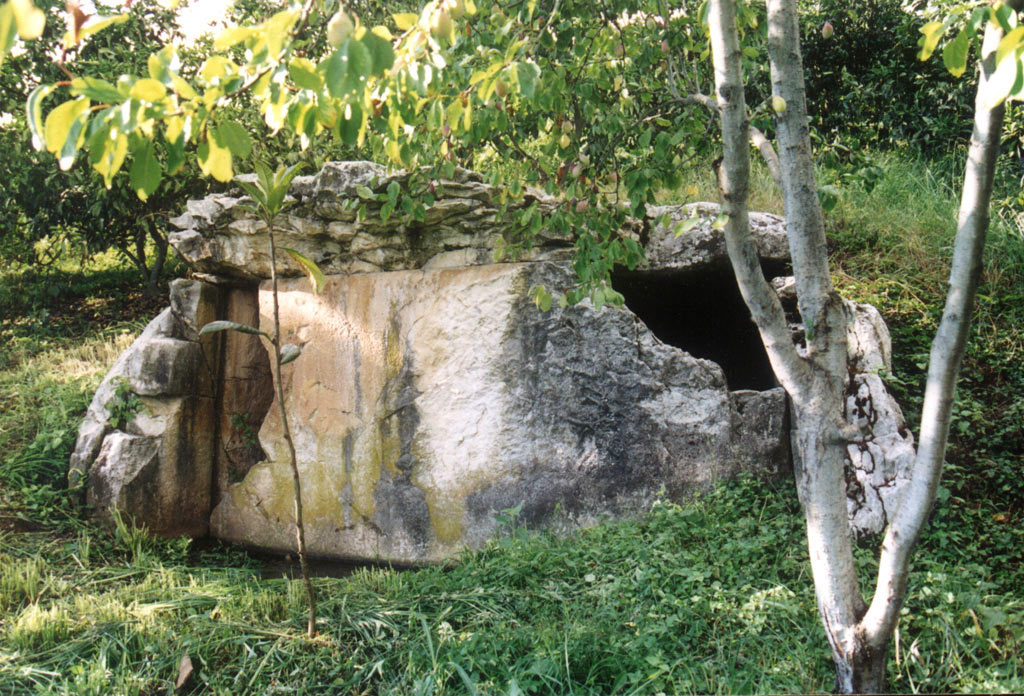
Dolmen de Eshera